# 文化の大火
文化の大火（ぶんかのたいか）とは文化3年3月4日（1806年4月22日）に江戸で発生した大火。
明暦の大火、明和の大火と共に江戸三大大火の一つといわれる。丙寅の年に出火したため、丙寅の大火とも呼ばれる。通称車町火事・牛町火事。

## 経過
出火元は芝・車町（現在の港区高輪2丁目）の材木座付近。午前10時頃に発生した火は、薩摩藩上屋敷（現在の芝公園）・増上寺五重塔を全焼。折しも西南の強風にあおられて木挽町・数寄屋橋に飛び火し、そこから京橋・日本橋の殆どを焼失。更に火勢は止むことなく、神田、浅草方面まで燃え広がった。

## 被害
翌5日の降雨によって鎮火したものの、延焼面積は下町を中心に530町に及び、焼失家屋は12万6000戸、死者は1200人を超えたと言われる。このため町奉行所では、被災者のために江戸8か所に御救小屋を建て炊き出しを始め、11万人以上の被災者に御救米銭（支援金）を与えた。
この大火のため大相撲の文化3年2月場所は5日目で中断に追い込まれている。